# Castoroides ohioensis
Castoroides ohioensis (лат.) — вымерший вид семейства бобровых из рода гигантских бобров (Castoroides), обитавший в Северной Америке в плейстоцене более 10 000 лет назад. В длину достигал 2,7 м с учётом 1 м хвоста.
Первые останки вымершего гигантского бобра были обнаружены в 1837 году в торфяном болоте в штате Огайо, США, откуда и название.
Один из самых крупных грызунов, когда-либо существовавших на Земле, гигантский бобр жил в одно время с такими животными, как шерстистый мамонт и саблезубый тигр. Люди каменного века в своей наскальной живописи увековечили множество доисторических животных, однако нет ни одного изображения гигантского бобра, и потому учёные вынуждены целиком полагаться на его окаменелые останки, чтобы восстановить внешний облик этого массивного грызуна. Из легенд североамериканских индейцев также можно сделать вывод о том, в какой ужас приводила внешность этого животного.

## Фольклор
Согласно индейскому поверью, гигантский бобр регулярно ловил рыбу, живущую в Лонг-Ривер. Но иногда он бывал так голоден, что поедал и людей. Люди были так напуганы, что позвали на помощь доброго великана Хобомука, чтобы он убил бобра. Хобомук согласился и загнал бобра в одно из больших глубоких озёр. Затем он стал швырять в него камни и смог потопить животное, чтобы потом ударить его огромной дубиной. И поныне люди верят, что его голова стала скалой из песчаника горы Шугархед, а его туловище — северной грядой. Промежуток между ними — это то место на шее гигантского бобра, куда пришёлся удар дубины Хобомука.
Благодаря найденным ископаемым известно, что очень большое озеро действительно было расположено в долине реки Коннектикут и что один из видов гигантского бобра когда-то жил в этом озере.